# Чалык, Ахмет
Ахмет Чалык (тур. Ahmet Çalık; род. 1 марта 1958, село Малатья, Турция) — турецкий миллиардер, предприниматель, глава компании «Чалык Холдинг», бывший представитель президента Туркменистана по вопросам реализации природного газа, нефти и электроэнергии на рынках Турции.

## Биография
«Чалык Холдинг» был основан в 1997 г. Ахметом Чалыком, являющимся на сегодняшний день председателем компании. Долгое время являлся представителем президента Туркменистана по размещению на рынках Турции туркменского природного газа, нефти, электроэнергии и хлопка.

## Состояние
В марте 2011 года личное состояние Ахмеда Чалыка оценивалось в 1,3 миллиарда долларов, он поднялся на 20-е место в списке самых богатых людей Турции.

## Награды
- Государственная медаль Турецкой Республики «За выдающиеся заслуги»[тур.].
- Орден «Галкыныш» (22.10.1997, Туркменистан)
- Награждён юбилейной медалью «Независимый, Постоянно Нейтральный Туркменистан» (2015)[7]